# Pista d'herba

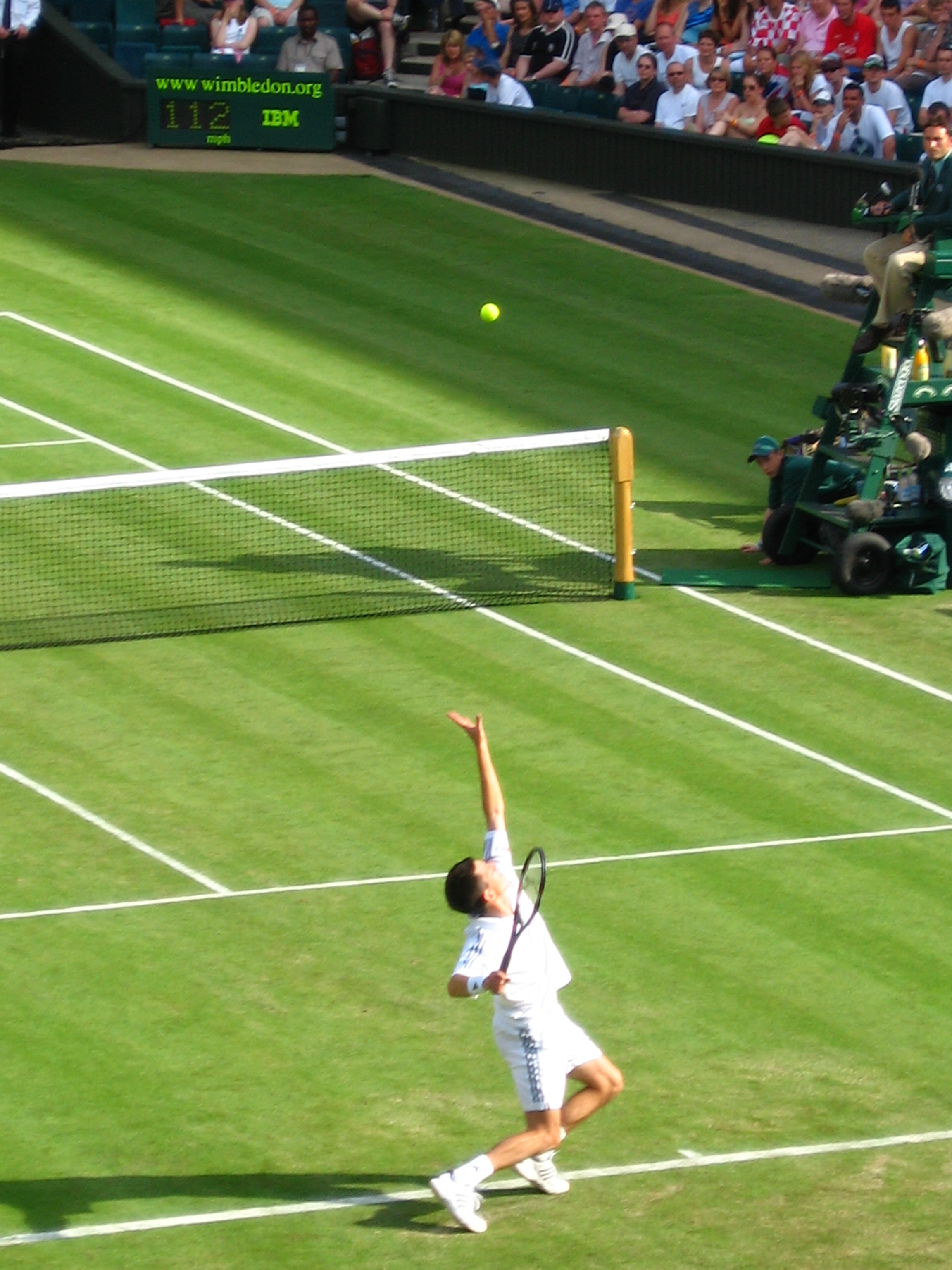
Tim Henman servint a una pista d'herba a Wimbledon, 2005.

La pista d'herba és un dels quatre tipus diferents de superfície de pista de tennis. Les pistes d'herba estan fetes de margall i depenent del torneig tenen una composició o una altra. A Wimbledon per exemple, la pista està formada en un 100% de margall i es considera que és una pista més lenta que altres pistes d'herba com poden ser les de Queen's a Londres o les de 's-Hertogenbosch als Països Baixos.
És un tipus de pista més tradicional que la resta, però el seu manteniment també és més car que no pas el de les pistes dures o de terra batuda. Les pistes d'herba requereixen que es sembri margall cada any.
Les pistes d'herba es troben majoritàriament al Regne Unit, però encara n'hi ha algunes a altres parts del món.

## Propietats
Com que la pista sol ser relliscosa, la pilota sovint patina i fa un bot baix que rarament s'alça per damunt del genoll, però reté gran part de la seva velocitat i, a més, sovint fa bots estranys. Això provoca que els jugadors han d'arribar abans a la pilota i, com a resultat, la velocitat de la pilota i els bots baixos provoquen que els intercanvis de cops siguin curts, és a dir, que la velocitat és un factor important en una pista d'herba. El servei i el retorn d'aquest són molt importants en aquestes pistes degut a la velocitat de la pista, i això fa que sigui important mantenir el servei. Com que els punts solen ser curts, és important mantenir-se concentrat, ja que qualsevol distracció pot fer que t'acabin trencant el servei.
En conseqüència, la majoria de pistes d'herba afavoreixen molt més als jugadors amb un servei potent i als que utilitzen volees agressives que estan disposats a sacrificar alguns punts arriscant per tal d'aconseguir més cops guanyadors en el balanç. Aquest tipus de jugadors tenen com a objectiu acabar ràpid els punts i intentar que la pilota boti el mínim possible en el seu cantó de la pista. També poden aconseguir un bon avantatge amb el servei fent un servei tallat, que és el més efectiu en aquesta superfície, i pujant ràpid a la xarxa per tallar el retorn del servei, fent que el rival tingui poc temps per colpejar la pilota que va ràpida i baixa. Per tant, és important moure's a mitja pista després de servir i intentar guanyar el punt amb una volea o una esmaixada. A més, els jugadors sovint fan cops plans per incrementar la potència del cop i fan que la pilota vagi més ràpid abans i després de botar a terra.
El moviment del jugador en pistes d'herba també és diferent en comparació amb altres superfícies. La relliscositat de la pista requereix fer molts passos petits per mantenir-se en la posició correcta sense perdre la postura corporal. Els jugadors han de baixar el seu centre de gravetat per poder colpejar la pilota que ve d'un bot baix. També cal que els jugadors realitzin constantment canvis ràpids en el seu balanceig de la raqueta i en el joc de peus, de manera que qualsevol problema de coordinació es nota immediatament. Tot i que hi ha algunes excepcions, la majoria de jugadors que són bons en herba, també ho són en pistes dures.

## Jugadors
Històricament, es considera que han existit set grans tennistes en herba durant l'era Open que són: Roger Federer, Pete Sampras, Steffi Graf, Martina Navrátilová, Björn Borg, Venus Williams i Billie Jean King. Tots ells han guanyat com a mínim 5 Wimbledons individualment; la Martina Navrátilová en va arribar a guanyar 9 i en Pete Sampras i l'Steffi Graf 7. Altres jugadors que han tingut força èxit a Wimbledon són: Boris Becker, John McEnroe, Chris Evert i Serena Williams. Pete Sampras és considerat per molts analistes del món del tennis com el millor jugador sobre herba de tots els temps. Va guanyar 7 títols de Wimbledon individual en només 8 anys, des del 1993 fins al 2000, perdent només un únic cop l'any 1996, quan només va poder arribar fins als quarts de final. Actualment, el millor jugador d'herba masculí es Roger Federer, que ha guanyat fins a 6 cops el torneig de Wimbledon. La versatilitat a l'hora de colpejar la pilota, la velocitat i el joc de peus són els seus punts forts. Abans de perdre la final a Wimbledon l'any 2008 contra en Rafa Nadal, Federer havia aconseguit una ratxa de 65 partits consecutius guanyats en herba i 41 només a Wimbledon. La millor jugadora en pista d'herba ara mateix és Venus Williams, qui ha guanyat 5 de les 8 finals que ha disputat a Wimbledon i qui també té 4 títols en dobles femení.

## Especialistes
Un especialista en pista d'herba és aquell jugador que excel·leix en les superfícies d'herba però que no aconsegueix jugar al mateix nivell a la pista dura, de terra batuda o a qualsevol altra superfície. El terme especialista generalment només s'utilitza amb jugadors professionals del circuit ATP i WTA, i no a jugadors normals.
Una característica comuna d'aquests jugadors és la seva habilitat en el servei i en la volea. Aquest tipus de jugador pot treure un gran avantatge del seu servei perquè a l'herba el servei és prou ràpid com per forçar al receptor a respondre defensivament en lloc de fer-ho d'una forma més agressiva, com pot passar en superfícies més lentes. Sovint també són bons quan juguen a prop de la xarxa. Són un perfil de jugador totalment diferent dels especialistes en terra batuda.
Alguns exemples d'especialistes en herba són: Steffi Graf, Martina Navrátilová, Pat Cash, Tim Henman, Feliciano Lopez, Nicolas Mahut i Mario Ančić.

## Torneigs professionals jugats en herba
La temporada professional d'herba és força curta, i està formada bàsicament pel torneig de Wimbledon, tres setmanes de campionats a Europa i sobretot al Regne Unit per preparar Wimbledon, i una setmana després als Estats Units.

### Grand Slam
- Wimbledon (Londres, Regne Unit)

### ATP
- Queen's Club Championships (Londres, Regne Unit)
- Gerry Weber Open (Halle, Alemanya)
- AEGON International (Eastbourne, Regne Unit)
- UNICEF Open ('s-Hertogenbosch, Països Baixos)
- Campbell's Hall of Fame Tennis Championships (Newport, Rhode Island, Estats Units)

### WTA
- AEGON Classic (Birmingham, Regne Unit)
- AEGON International (Eastbourne, Regne Unit)
- UNICEF Open ('s-Hertogenbosch, Països Baixos)

### ATP Challenger / ITF Women's Tour
- AEGON Trophy (Nottingham, Regne Unit)
- AEGON Nottingham Challenge (Nottingham, Regne Unit)